# 博多拉麵

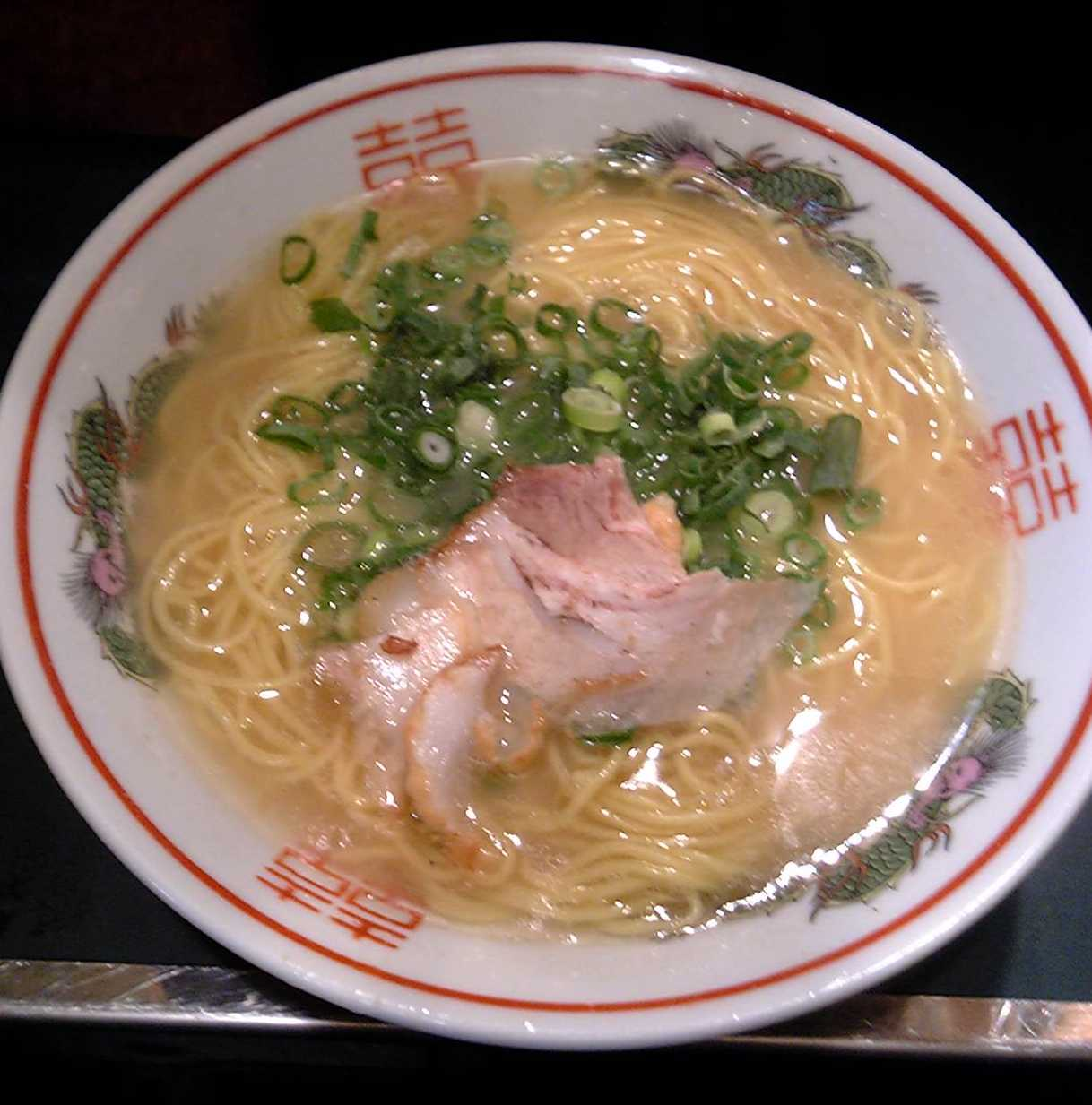
博多拉麵

博多拉麵（日语：／ Hakata ramen）是主要福岡縣福岡市制作，特徵是以豬骨湯及細麵為原料的日本拉麵。乳白色的豚骨白湯。博多拉麵與札幌拉麵和喜多方拉麵並列為日本三大拉麵。1941年（昭和16年）至1942年（昭和17年）在福岡市中洲的福岡玉屋附近博多川開設第一家博多拉麵店。

## 摘要
不同地區的店使用的調味品與湯的顏色差別極大，不過基本特徵都是由乳白色的豬骨湯與細麵組成。用大火燉煮豬骨，使骨頭內的明膠溶出混濁的湯。能夠自由選擇拉麵的硬度以及加麵（替え玉）也是一大特色。